# Martin vineux
Acridotheres burmannicus
Espèce
Synonymes
- Sturnus burmannicus
- Sturnia burmannica  (protonyme)

Statut de conservation UICN

 LC  : Préoccupation mineure
Le Martin vineux (Acridotheres burmannicus) est une espèce de passereau de la famille des Sturnidae originaire d'Asie. Il est aussi appelé Etourneau vineux, Martin de Birmanie ou Martin de Jerdon.

## Répartition
Cette espèce vit dans une grande partie de l'Asie du Sud-Est : en Birmanie, en Thaïlande, au Cambodge, au Viêt Nam, au Laos et dans le sud de la Chine, précisément dans le Yunnan, où il est rare,. Elle est considérée comme occasionnelle rare en Malaisie.
Elle a aussi été introduite en Israël et à Singapour.

## Sous-espèces
Selon le NCBI (5 juillet 2016) et d'après Alan P. Peterson, il existe 2 sous-espèces :
- Acridotheres burmannicus leucocephalus Salvadori & Giglioli 1870, présente au sud de la Thaïlande, au Cambodge et au sud de l'Indochine[5],
- Acridotheres burmannicus burmannicus (Jerdon 1862), présente dans le reste de l'aire de distribution[5].